# Janet Jackson (golf)
Pour les articles homonymes, voir Janet Jackson.
Arabella Jeanette Charlotte Violet Mowbray "Janet" Jackson (28 septembre 1891 - 21 novembre 1960) est une golfeuse irlandaise, gagnante du championnat irlandais amateur féminin en 1913, 1914, 1919, 1920, 1923 et 1925,,,.

## Petite enfance et famille
Jackson est née au 44 Fitzwilliam Square à Dublin, le 28 septembre 1891. Elle est la fille de Howard William "Henry" Jackson (1855-1930), avocat originaire du comté de Fermanagh, et d'Arabella Emily "Bella" Jackson (née Lane-Joynt) de Dublin. Son père devient maître à la Cour du banc du Roi puis lord chief justice à la chancellerie de 1919 à 1926. Athlète dans sa jeunesse, il a joué au cricket ainsi qu'en compétition internationale en tant que rameur et au rugby, remportant le cap contre l'Angleterre en 1877. La mère de Jackson, Bella, était une golfeuse accomplie, jouant dans des compétitions internationales pour l'Irlande et dans des championnats britanniques et irlandais. Jackson commence le golf à l'adolescence et est devenue membre féminin du Island Golf Club en 1908. Elle est aussi parfois associée aux clubs Greystones et Royal County Down. Son frère, Cyril "Cracker" Jackson, est joueur de tennis en tant que capitaine non-joueur de l'équipe irlandaise de Coupe Davis en 1931.

## Carrière de golf
Jackson est contemporaine de Mabel Harrison et Patricia Jameson, et parmi les meilleures golfeuses d'Irlande au début du 20e siècle. La carrière de golfeur de Jackson s'étend de 1911 à 1935. Elle a remporté le championnat irlandais amateur féminin à six reprises : 1913 (Lahinch), 1914 (Castlerock), 1919 (Portmarnock), 1920 (Portrush), 1923 (Portmarnock) et 1925 (Lahinch). Sa victoire de 1925 fait d'elle la première femme à remporter la compétition à six reprises, dépassant les cinq championnats de May Hezlet (en). Sa suite ininterrompue de quatre victoires de 1913 à 1920, aucune compétition n'ayant eu lieu de 1915 à 1918, égale celle de Rhona Adair. La compétition a ensuite été rebaptisée Irish Ladies Golf Championship sur sa suggestion.
Jackson n'a jamais gagné au British Ladies Amateur. Elle perd aux demi-finales en 1913 et par un seul trou en 1920 et 1921. Elle remporte la compétition de coups de golf Golf Illustrated Gold Vase en 1921, battant la meilleure joueuse britannique de l'époque, Cecil Leitch, et la championne américaine amateur féminine Alexa Stirling. Leitch décrit Jackson dans son autobiographie comme « une frappeuse longue et l'une des meilleures joueuses d'aujourd'hui. Tout son style implique la confiance… et tout aussi bon en match et en médaille. »
Jackson a d'abord disputé l'Irlande au niveau international dans le Home Championship en 1913, jouant chaque année jusqu'en 1934. Elle est capitaine de l'équipe du club de l'île qui remporte l'Irish Ladies Senior Cup en 1928 et membre de l'équipe lorsqu'elle conserve le trophée en 1929. Elle est également capitaine de l'île en 1921, après avoir obtenu le statut de "scratch" de la Ladies Golfing Union en 1920. Jackson est également une joueuse de tennis passionnée, remportant le championnat irlandais de tennis en double féminin en 1914 et 1919.
Elle était connue pour sa taille et sa force au golf, avec un entraînement long et puissant. Pas une joueuse élégante, elle était décrite comme « une grande joueuse forte avec un style énergique et plutôt fleuri » (Times, 9 mai 1914). Les cours de Lahinch et Sunningdale convenaient le mieux à son jeu. Jackson a écrit de nombreux articles sur le golf dans un certain nombre de publications et a participé à la définition des notes de score standard pour les terrains de golf en Irlande avec l'Irish Ladies 'Golfing Union au début des années 1930.

## Fin de vie
Dans les années 1930, elle déménage à Sunninghill, Berkshire (en), près du Sunningdale Golf Club. Elle participe régulièrement à des compétitions de clubs pour Camberley Heath et est membre du Wentworth Club.
Elle meurt dans le Berkshire le 21 novembre 1960.